# Sayf al-Din Qawsun
 Sayf al-Din Qawsun  était émir mamelouk sous le règne du sultan
 An-Nâsir Muhammad.

## Postérité
Il réalisa la Mosquée Qawsun en 1330 au Caire en Égypte.